# Zvezda-Helios hemijska industrija Gornji Milanovac
Zvezda-Helios hemijska industrija Gornji Milanovac (code BELEX : ZVHE) est une entreprise serbe qui a son siège social à Gornji Milanovac. Elle travaille dans le secteur de l'industrie chimique.

## Historique
La société a été créée en 1953 sous le nom de Granit pour fabriquer des peintures et des vernis sur bois et sur métal pour la protection et la protection des façades et des murs intérieurs. 
Zvezda-Helios Gornji Milanovac a été admise au « libre marché » (free market) de la Bourse de Belgrade le 11 juin 2004 et au « marché ouvert » (open market) de cette bourse le 3 décembre 2013.

## Activités
Conformément à son projet initial, Zvezda-Helios fabrique des revêtements décoratifs pour le bois et le métal des murs et des façades. Sa gamme de produits inclut des revêtements de protections pour les structures métalliques liées à l'industrie, aux machines industrielles et agricoles, aux voitures et aux camions. Elle fabrique des peintures et des laques pour le bois, de la laque en poudre et de la peinture de marquage routier.

## Données boursières
Le 6 juin 2014, l'action de Zvezda-Helios Gornji Milanovac valait 9 200 RSD (79,75 EUR). Elle a connu son cours le plus élevé, soit 11 000 RSD (95,34 EUR), le 13 janvier 2014 et son cours le plus bas, soit 700 RSD (6,06 EUR), le 15 septembre 2003.
Le capital de Zvezda-Helios Gornji Milanovac est détenu à hauteur de 97,38 % par des entités juridiques, dont 77,06 % par Helios sestavljeno podjetje za et 20,10 % par Remho Beteiligungs GmbH.